# Odontites vulgaris
La perlina rossa (nome scientifico Odontites vulgaris Moench, 1794) è una pianta erbacea appartenente alla famiglia delle Orobanchaceae.

## Etimologia
Il nome generico (Odontites) deriva dal greco "odos" o "odontos" (= dente, del dente). Tale nome appare per la prima volta in uno scritto di Gaio Plinio Secondo (Como, 23 – Stabiae, 25 agosto 79]), scrittore, ammiraglio e naturalista romano, e si riferisce al suo uso per il trattamento del mal di denti. L'epiteto specifico (vulgaris) significa "consueto, comune, volgare" e generalmente viene assegnato a piante con distribuzione comune e di facile reperibilità.
Il binomio scientifico della pianta di questa voce è stato proposto per la prima volta dal botanico germanico Conrad Moench (1744 – 1805) nella pubblicazione "Methodus Plantas Horti Botanici et Agri Marburgensis - 439. 1794" del 1794.

## Descrizione

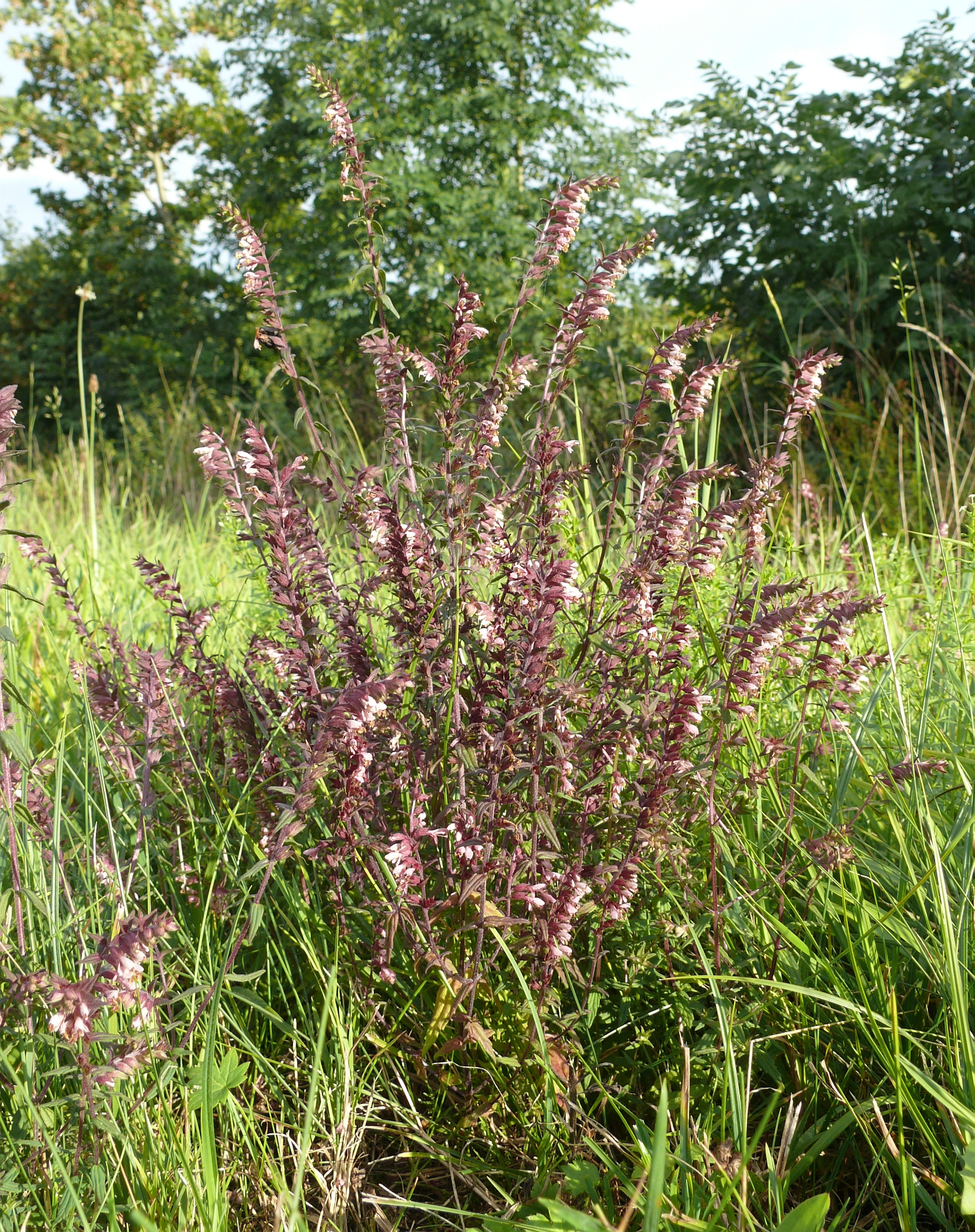
Il portamento

Queste piante raggiungono una altezza di 1 - 5 dm. La forma biologica è terofita scaposa (T scap), ossia in generale sono piante erbacee che differiscono dalle altre forme biologiche poiché, essendo annuali, superano la stagione avversa sotto forma di seme e sono munite di asse fiorale eretto e spesso privo di foglie. Sono piante semiparassite (ossia contengono ancora clorofilla) e sono provviste di uno o più austori connessi alle radici ospiti per ricavare sostanze nutritive. Tutta la pianta è pubescente.

### Radici
Le radici sono tipo fittone.

### Fusto
La parte aerea del fusto è ginocchiata alla base e quindi eretta e abbondantemente ramosa; la sezione è quadrangolare e la superficie è pubescente.

### Foglie
Le foglie lungo il caule sono disposte in modo opposto con portamento patente o ribattuto. Sono sessili o appena picciolate. Spesso alla fioritura sono scomparse. La forma della lamina varia da lineare a lanceolata con bordi appena dentati. Dimensione della lamina lineare: larghezza 1 mm; lunghezza 6 mm. Dimensione della lamina lanceolata: larghezza 6 mm; lunghezza 15 – 20 mm.

### Infiorescenza

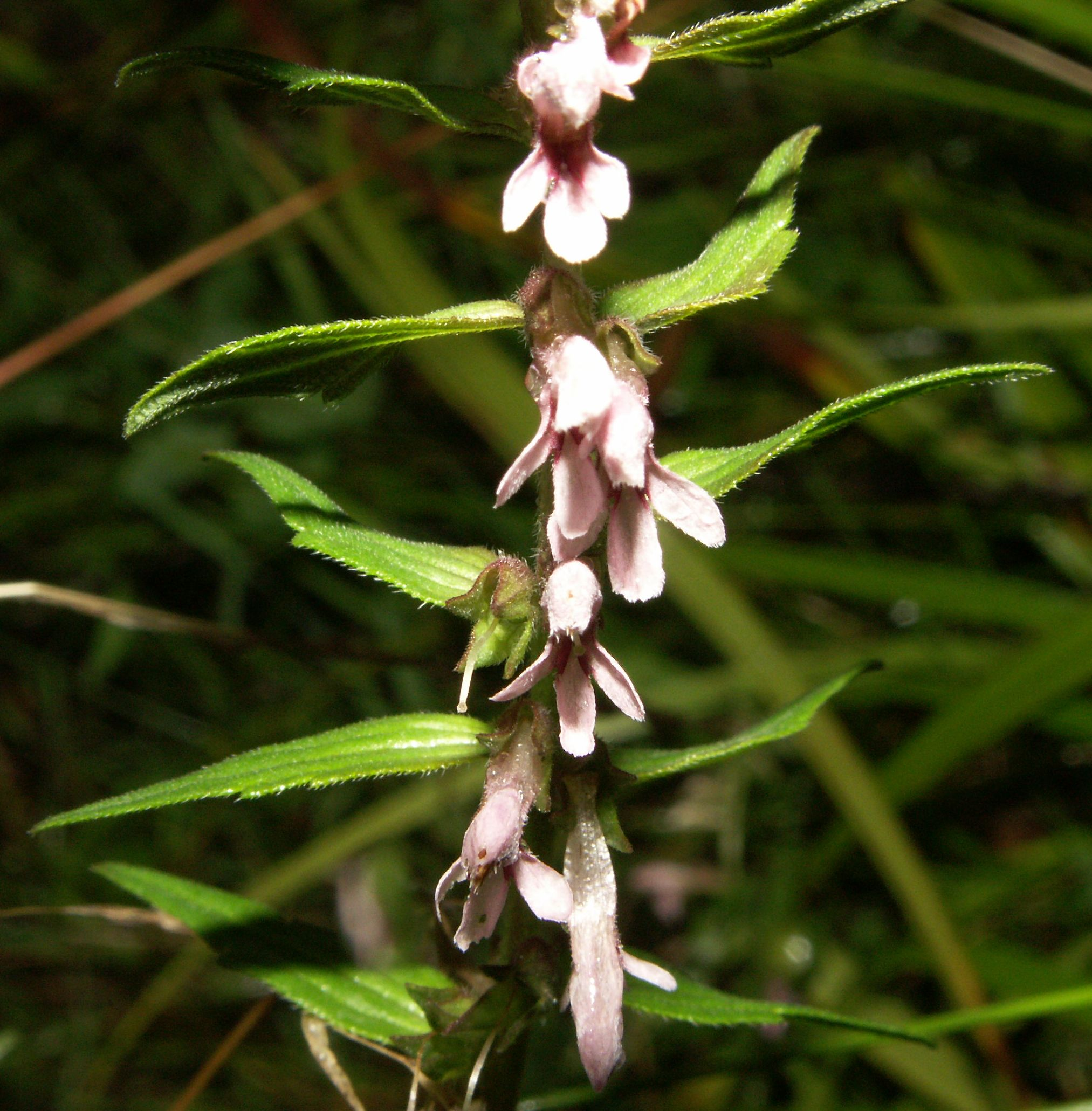
Infiorescenza

Le infiorescenze sono formate da racemi allungati spiciformi unilaterali. L'infiorescenza all'apice è spesso pendula.

### Fiore

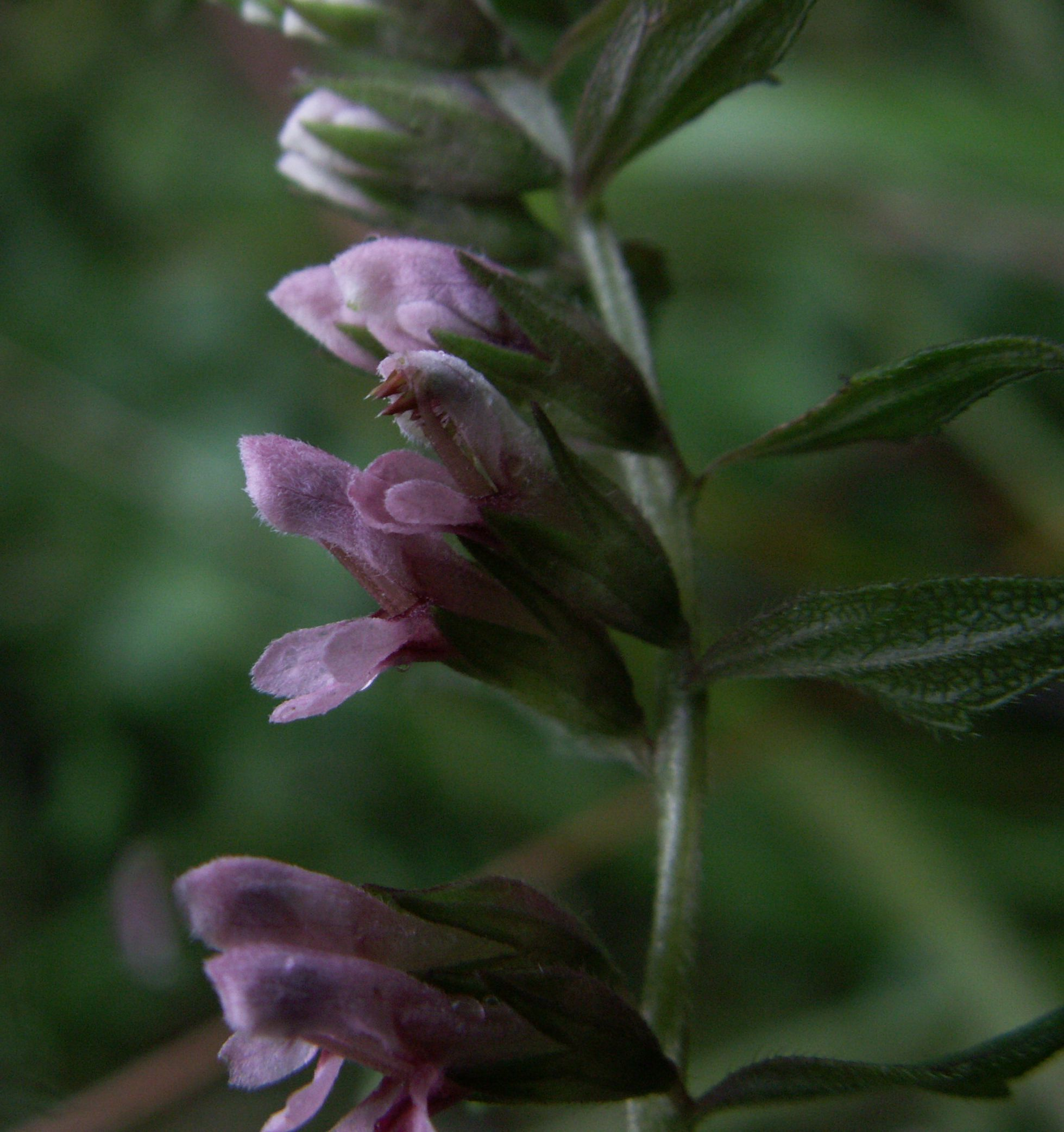
I fiori

I fiori sono ermafroditi, zigomorfi e tetraciclici (con i quattro verticilli fondamentali delle Angiosperme: calice – corolla – androceo – gineceo). in genere sono più o meno pentameri (ogni verticillo ha 5 elementi). Lunghezza del fiore: 8 – 12 mm.
- Formula fiorale: per questa pianta viene indicata la seguente formula fiorale:

X, K (4), [C (2+3), A 2+2], G (2), (supero), capsula
- Calice: il calice, gamosepalo, ha quattro denti (tetramero); la forma è tubulosa-conica-campanulata. La superficie del calice è pubescente. Lunghezza del calice : 4 – 5 mm.
- Corolla: la corolla, pentamera (a cinque lobi) e simpetala, è bilabiata; il labbro inferiore ha tre lobi più o meno interi; la superficie è pubescente; il colore è roseo-vinoso o giallastro. La corolla in genere è più lunga del calice ed è priva dello sperone. Lunghezza della corolla: 7 – 9 mm.
- Androceo: gli stami dell'androceo sono quattro didinami; sono inseriti nel tubo corollino. Le antere sono glabre e sporgono dalle fauci corolline. Le antere sono conniventi ed hanno una loggia portante un cornetto allungato (i cornetti sono uguali fra di loro). Le sacche polliniche hanno l'estremità inferiore a forma di freccia[11]
- Gineceo: i carpelli del gineceo sono due e formano un ovario unico supero biloculare (derivato dai due carpelli iniziali). Lo stilo è unico lievemente più lungo degli stami ed è inserito all'apice dell'ovario; lo stimma è capitato.
- Fioritura: da maggio a ottobre.

### Frutti
Il frutto è del tipo a capsula deiscente; la forma è obovata con superficie pubescente; sporge appena dal calice. I semi sono numerosi. Lunghezza della capsula: 6 – 8 mm. Dimensione dei semi: 1,5 mm.

## Riproduzione
- Impollinazione: l'impollinazione avviene tramite insetti (impollinazione entomogama).
- Riproduzione: la fecondazione avviene fondamentalmente tramite l'impollinazione dei fiori (vedi sopra).
- Dispersione: i semi cadendo a terra (dopo essere stati trasportati per alcuni metri dal vento per merito del pappo – disseminazione anemocora) sono successivamente dispersi soprattutto da insetti tipo formiche (disseminazione mirmecoria).

In queste piante il semiparassitismo è tale per cui anche i semi per germogliare hanno bisogno della presenza delle radici della pianta ospite; altrimenti le giovani piantine sono destinate ad una precoce degenerazione.

## Distribuzione e habitat

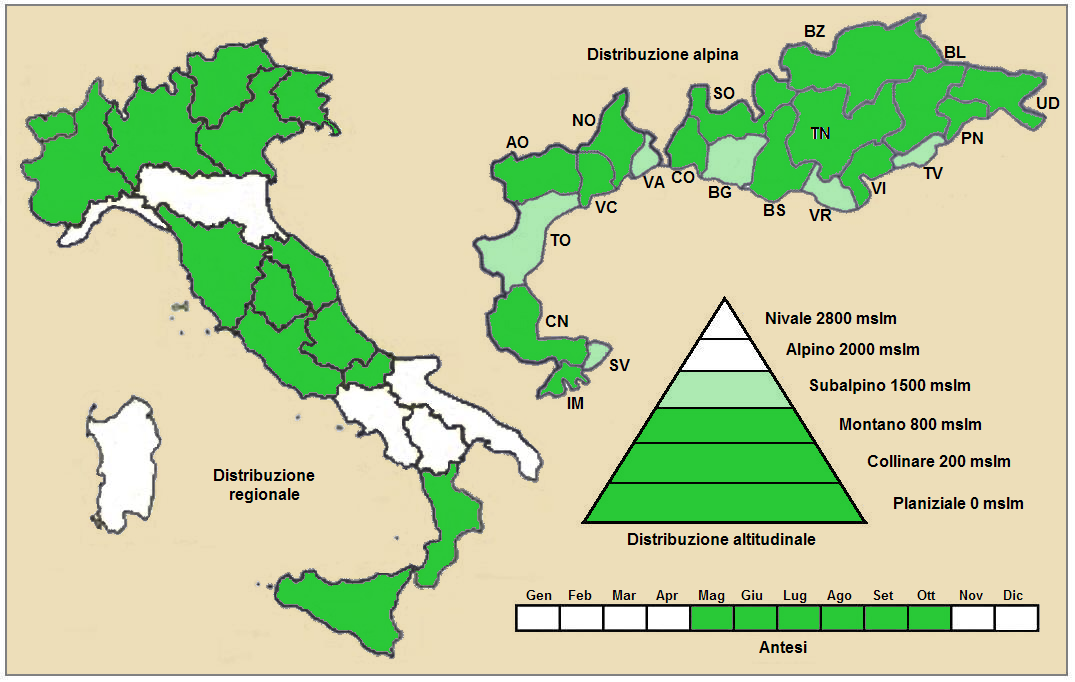
Distribuzione della pianta
(Distribuzione regionale – Distribuzione alpina)

- Geoelemento: il tipo corologico (area di origine) è Eurasiatico.
- Distribuzione: in Italia è ovunque presente (esclusa la Sardegna) ma è rara. Nelle Alpi è presente in tutti i settori sia nel versante italiano che in quello nord. Sugli altri rilievi europei collegati alle Alpi si trova nella Foresta Nera, Massiccio del Giura, Massiccio Centrale, Pirenei, Alpi Dinariche, Monti Balcani e Carpazi.[14] Nel resto dell'Europa è ovunque presente (compresa l'Anatolia).[1]
- Habitat: l'habitat tipico per questa pianta sono gli ambienti umidi; ma anche i prati e i pascoli mesofili. Il substrato preferito è sia calcareo che siliceo con pH neutro, medi valori nutrizionali del terreno che deve essere umido.[14]
- Distribuzione altitudinale: sui rilievi queste piante si possono trovare fino a 1500 m s.l.m.; frequentano quindi i seguenti piani vegetazionali: collinare, montano e in parte quello subalpino (oltre a quello planiziale – a livello del mare).

### Fitosociologia
Dal punto di vista fitosociologico Odontites vulgaris appartiene alla seguente comunità vegetale:
Formazione: delle comunità delle macro- e megaforbie terrestri
Classe: Molinio-Arrhenatheretea
Ordine: Arrhenatheretalia elatioris
Alleanza: Cynosurion

## Tassonomia
La famiglia di appartenenza della specie (Orobanchaceae) comprende soprattutto piante erbacee perenni e annuali semiparassite (ossia contengono ancora clorofilla a parte qualche genere completamente parassita) con uno o più austori connessi alle radici ospiti. È una famiglia abbastanza numerosa con circa 60 - 90 generi e oltre 1700 - 2000 specie (il numero dei generi e delle specie dipende dai vari metodi di classificazione) distribuiti in tutti i continenti. Il genere Odontites è distribuito soprattutto in Europa con una trentina di specie di cui 7 sono presenti nella flora spontanea italiana.
- Basionimo: per questa specie il basionimo è: Euphrasia odontites L., 1753 (famiglia Scrophulariaceae).[7]

### Filogenesi
La classificazione tassonomica del Odontites vulgaris è in via di definizione in quanto fino a poco tempo fa il suo genere apparteneva alla famiglia delle Scrophulariaceae (secondo la classificazione ormai classica di Cronquist), mentre ora con i nuovi sistemi di classificazione filogenetica (classificazione APG) è stata assegnata alla famiglia delle Orobanchaceae (tribù Rhinantheae).
Il numero cromosomico per questa specie è: 2n = 18-20.

### Variabilità

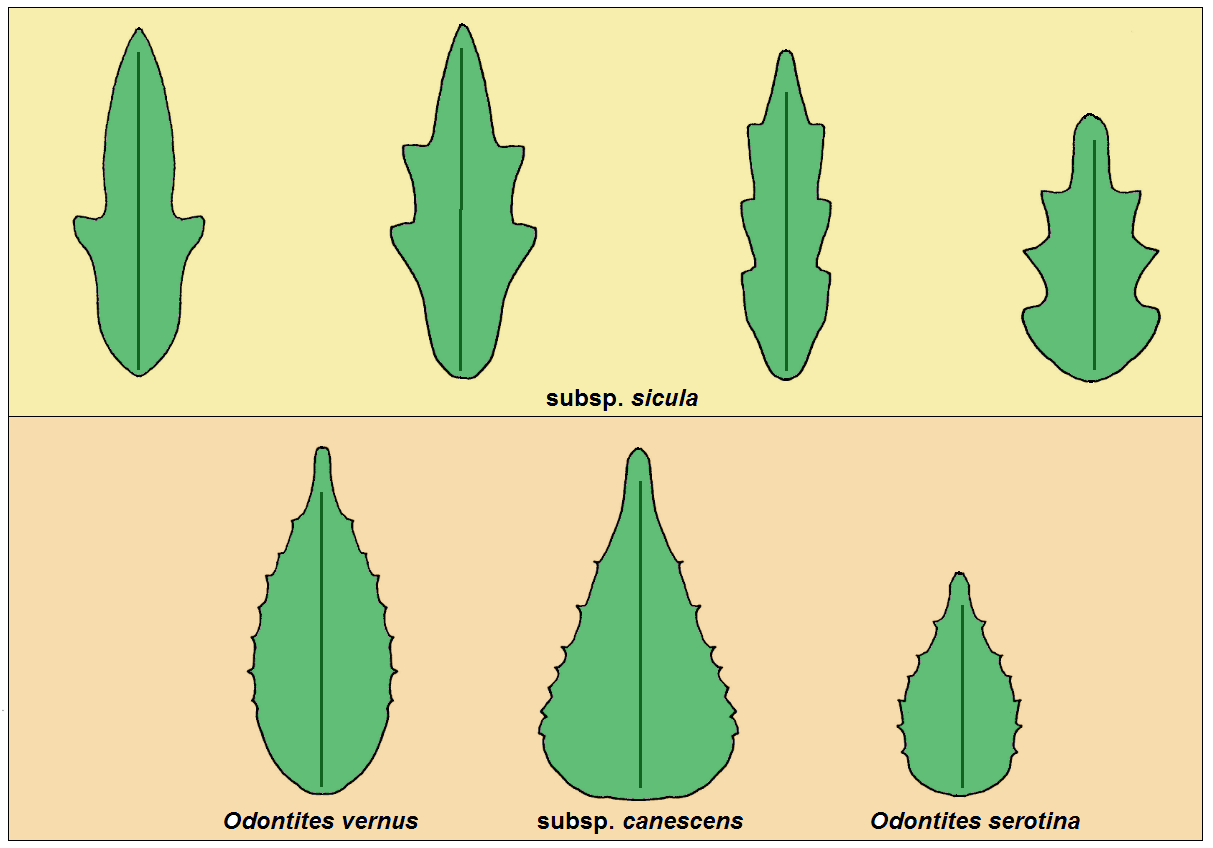
Brattee dell'infiorescenza

La specie di questa voce è polimorfa. In natura è presente un'elevata variabilità di stirpi locali, in parte come conseguenza di varianti ecotipiche a carattere stagionale. Sandro Pignatti nella "Flora d'Italia" descrive le seguenti varietà della Odontites vulgaris attualmente considerate più sinonimi che entità autonome:
- subsp. rubra (è la specie tipo): le piante in genere sono scarsamente pubescenti e alla fruttificazione spesso sono glabre; i fusti sono erbacei; i fiori sono sostenuti da peduncoli lunghi 1 - 2 mm; le brattee dell'infiorescenza hanno delle forme strettamente lanceolate e i bordi hanno dei brevi dentelli; i peli del calice sono brevi (0,1 - 0,3 mm) e sono appressati; il colore della corolla è roseo-vinoso. La fioritura di questa varietà è in prevalenza estiva e sul territorio italiano è distribuita in preferenza nell'entroterra.

- Odontites serotina Dumort: appena al di sotto dell'infiorescenza sono presenti 1 - 5 paia di foglie senza fiori ascellari; le brattee dell'infiorescenza sono lunghe 5 - 8 mm e sono più brevi dei fiori; i peli del calice sono brevi (0,1 - 0,3 mm) e sono appressati. Il portamento di questa varietà è di tipo autunnale (fioritura tra agosto e ottobre). L'habitat tipico per questa pianta sono i prati umidi, le zone palustri, le boscaglie e le aree a cespuglieti.

- subsp. sicula (Guss.) Pign.: la pianta ha un aspetto densamente grigio-pubescente; i fusti sono lignificati alla base; le brattee dell'infiorescenza hanno delle forme lineari-lanceolate o semplicemente lineari, e sono profondamente dentate; al di sotto dell'infiorescenza sono presenti 1 - 5 paia di foglie senza fiori ascellari; i fiori sono sostenuti da peduncoli lunghi 6 mm; i peli del calice sono brevi (0,1 - 0,3 mm) e sono appressati; il colore della corolla è giallastro. In Sicilia questa varietà si trova sulle Madonie e nel Messinese.

- subsp. canescens (Rchb.) Pign.: la pianta è sparsamente setolosa e pubescente; i fusti sono di tipo erbaceo; al di sotto dell'infiorescenza sono presenti 1 - 5 paia di foglie senza fiori ascellari; le brattee dell'infiorescenza sono lunghe 13 - 16 mm e sono più lunghe dei fiori; i fiori sono sostenuti da peduncoli lunghi 1 - 2 mm; le setole del calice sono arcuato-patenti e sono lunghe 0,3 - 0,7 mm; il colore della corolla è roseo-vinoso. La fioritura di questa pianta è autunnale. L'habitat tipico per questa pianta sono i prati umidi subsalsi. La distribuzione è relativa alla costa adriatica dall'Istria a Venezia.

### Sinonimi
Questa entità ha avuto nel tempo diverse nomenclature. L'elenco seguente indica alcuni tra i sinonimi più frequenti:
- Euphrasia odontites L.
- Euphrasia serotina  Lam.
- Euphrasia serotina var. sicula  Guss.
- Euphrasia verna  Bellardi
- Odontites canescens  (Rchb.) Borbás
- Odontites ruber  (Baumg.) Opiz
- Odontites ruber  Besser
- Odontites ruber subsp. canescens  (Rchb.) Pignatti
- Odontites rubra subsp. rothmaleri  U. Schneid.
- Odontites ruber subsp. serotinus  (Lam.) Wettst.
- Odontites ruber subsp. sicula  (Guss.) Pignatti
- Odontites ruber subsp. vernus  (Bellardi) Wettst.
- Odontites salina  (Kotov) Kotov
- Odontites serotina var. salina  Kotov
- Odontites serotina f. pumila  Nordst.
- Odontites serotinus  Dumort.
- Odontites serotinus subsp. calcicola  (Schur) Dostál
- Odontites serotinus var. calcicola  Schur.
- Odontites serotinus var. canescens  Rchb.
- Odontites serotinus var. salina  Kotov
- Odontites serotinus f. pumila  Nordst
- Odontites vernus subsp. pumila  (Nordst.) A. Pedersen
- Odontites vernus subsp. salina  (Kotov) N. Andreev
- Odontites vernus subsp. serotinus  (Dumort.) Corb.
- Odontites vernus subsp. sicula  (Guss.) P. D. Sell
- Odontites virgata  Willk.
- Odontites vulgaris  Moench subsp. vulgaris
- Odontites vulgaris subsp. calcicola  (Schur) Dostál
- Odontites vulgaris subsp. pumila  (Nordst.) Tzvelev
- Odontites vulgaris subsp. rothmaleri  (U. Schneid.) Tzvelev
- Odontites vulgaris subsp. salina  (Kotov) Tzvelev

### Specie simili
Una specie molto simile a quella di questa voce è Odontites vernus (Bellardi) Dumort.. Si distingue per i seguenti caratteri: la forma delle brattee dell'infiorescenza è lanceolata con bordi densamente seghettati e sono lunghe 10 – 13 mm (generalmente superano i fiori); il primo paio di foglie al di sopra della coppia superiore di rami è provvista di fiori ascellari. Il portamento di questa specie è di tipo estivale (fioritura tra maggio e luglio). L'habitat tipico per questa pianta sono i campi argillosi e lungo i sentieri.

## Altre notizie
La odontite tardiva in altre lingue è chiamata nei seguenti modi:
- (DE)  Später Zahntrost, Roter Zahntrost
- (FR)  Odontitès tardif
- (EN)  Red Bartsia